# AO-10SCz
AO-10SCz – radziecka bomba odłamkowa małego wagomiaru. Przenoszona w bombach kasetowych RBK.